# マーケティング・ビジネス実務検定
マーケティング・ビジネス実務検定® (マーケティングビジネスじつむけんてい)は、国際実務マーケティング協会が実施するマーケティングに関する検定である。

## 概要
2005年1月、国際実務マーケティング協会を設立。特定の業種・業界に限らず幅の広いマーケティングの知識や実務を判断できることから業種・業界・年齢問わず様々な受験者が受けており、受験者は増え続けている。現在は、B級・C級を受験することが可能で、A級・準A級については実施準備中である。なお、この検定の合格者は貿易実務検定の貿易マーケティング試験が免除される。

## 検定内容
実施日
- B級・C級共に2月、6月、12月の年に3回実施。

検定各級の目安
括弧内のものは国際実務マーケティング協会®公表のものである。
- A級：マーケティング・戦略レベル（戦略立案、意思決定ができるレベル）
- 準A級：マーケティング・マネジメントレベル（管理、判断業務ができるレベル）
- B級：マーケティング・オペレーション応用レベル（業務の運営ができるレベル）
- C級：マーケティング・オペレーション基礎レベル（定型業務ができるレベル）

検定各級の出題範囲
- マーケティング知識
  1. マーケティング概念
  2. マーケティング・コンセプト
  3. 戦略的マーケティング
  4. マーケティング・マネジメント
  5. 市場細分化
  6. 標的市場設定
  7. マーケティング・リサーチ
  8. 消費者行動
  9. 製品戦略
  10. 価格戦略
  11. 流通チャネル戦略
  12. プロモーション戦略
  13. 新しいマーケティング
  14. マーケティング関連法規
  15. グローバル・マーケティング
  16. 新しいマーケティング
- マーケティング事例
  1. 時事問題
  2. 実務ケース

C級出題範囲：上記マーケティング知識の3と12～16を除いて出題
B級出題範囲：上記の全て出題
合格基準
- B級：マーケティング知識200点・マーケティング事例100点の2科目合計点300点のうち、70％(210点)を基準として審査委員長が定める点数となっている。
- C級：マーケティング知識150点・マーケティング事例50点の2科目合計点200点のうち、80％(160点)を基準として審査委員長が定める点数となっている。

## テキスト及び過去問
- マーケティング・ビジネス実務検定C級テーマ別問題集 〈第2版〉 (MHJ版)
- マーケティング・ビジネス実務検定M級問題集 (MHJ版)
- マーケティング・ビジネス実務検定アドバンスト版テキスト (税務経理協会)
- マーケティング・ビジネス実務検定オフィシャルテキスト (税務経理協会)